# Världsmästerskapen i skidskytte 1978
De sextonde världsmästerskapen i skidskytte  genomfördes 1978 i Hochfilzen i Österrike.
Till och med 1983 anordnades världsmästerskap i skidskytte endast för herrar.

## Resultat

### Sprint herrar 10 km
| Placering | Åkare          | Land        |
| --------- | -------------- | ----------- |
| 1.        | Frank Ullrich  | Östtyskland |
| 2.        | Eberhard Rösch | Östtyskland |
| 3.        | Klaus Siebert  | Östtyskland |

### Distans herrar 20 km
| Placering | Åkare          | Land        |
| --------- | -------------- | ----------- |
| 1.        | Odd Lirhus     | Norge       |
| 2.        | Frank Ullrich  | Östtyskland |
| 3.        | Eberhard Rösch | Östtyskland |

### Stafett herrar 4 x 7,5 km
| Placering | Land         | Åkare                                                               |
| --------- | ------------ | ------------------------------------------------------------------- |
| 1.        | Östtyskland  | Manfred Beer, Frank Ullrich, Klaus Siebert, Eberhard Rösch          |
| 2.        | Norge        | Odd Lirhus, Sigleif Johansen, Roar Nilsen, Tor Svendsberget         |
| 3.        | Västtyskland | Gerhard Winkler, Andreas Schweiger, Hans Estner, Heinrich Mehringer |

## Medaljfördelning
| Plats | Land         | Guld | Silver | Brons | Totalt |
| ----- | ------------ | ---- | ------ | ----- | ------ |
| 1     | Östtyskland  | 2    | 2      | 2     | 6      |
| 2     | Norge        | 1    | 1      | 0     | 2      |
| 3     | Västtyskland | 0    | 0      | 1     | 1      |